# Protoparmelia phaeonesos
Protoparmelia phaeonesos är en lavart som beskrevs av Poelt. Protoparmelia phaeonesos ingår i släktet Protoparmelia och familjen Parmeliaceae.  Arten är reproducerande i Sverige. Inga underarter finns listade i Catalogue of Life.